# ابوطالب یزدی
ابوطالب اردکانی(۱۳۰۰ _ ۱۳۲۲)که از وی به نام ابوطالب یزدی نیز یاد می‌شود، جوانی ایرانی بود که در سال۱۳۲۲در حین انجام طواف در مسجدالحرام دچار حالت استفراغ شد و توسط مأموران عربستان سعودی دستگیر و به اتهام قصد آلوده کردن خانه خدا، در دادگاه محاکمه و سپس اعدام شد. خبر قتل وی باعث واکنش‌های شدید مردم و علما در ایران و عراق و سایر کشورهای اسلامی شد و همچنین موجب قطع ارتباط دیپلماتیک ایران و عربستان و امتناع ایران از فرستادن حجاج برای چهار سال گشت.

## حادثه
ابوطالب اردکانی در ۲۲ سالگی در سال ۱۳۲۲ خورشیدی همراه همسرش در مراسم حج شرکت کرد. وی که از اهالی اردکان بود از طریق خرمشهر به سمت کویت رفته بود و از آنجا با شتر به حج رفته بود.

وی پس از انجام عمره تمتّع، پس از وقوف در عرفات و مشعر و منا وارد مسجدالحرام شده و مشغول طواف می‌شود. وی در این هنگام دچار استفراغ شد و برای آلوده نشدن زمین آن در دامان احرام خود ریخت، مراقبت کرد تا روی زمین نریزد. اشتباه او این بوده که در این حال از کعبه فاصله نمی‌گیرد و با حمل این مواد به طواف ادامه می‌دهد. عده‌ای از حجّاج که برخی از آنها مصری بودند وقتی ابوطالب را با آن حال مشاهده می‌کنند، با این تصور که وی به قصد آلوده کردن مسجدالحرام، نجاست به همراه آورده است، به وی حمله کرده و او را به سختی کتک می‌زنند که به ناچار دامن احرام از دست او رها می‌شود و موادی که  استفراغ کرده روی زمین حرم می‌ریزد. پس از آن شرطه‌های حرم وی را دستگیر کرده به همراه برخی دیگر از طواف‌کنندگان، در دادگاه حاضر و علیه وی شهادت می‌دهند که او قصد آلوده کردن حرم و کعبه را داشته است. بسیاری از حجاج ایرانی و عراقی و دیگران شهادت دادند که وی در نتیجه بیماری و گرمای هوا حالت استفراغ به وی دست داده بود؛ ولی قاضی حکم اعدام او را صادر کرد.

حادثه در روز ۱۲ ذیحجه رخ داده بود و وی در روز ۱۴ ذیحجه گردن زده شد.

## واکنش‌ها
پس از رسیدن خبر قتل ابوطالب، موجی از خشم و ناراحتی و اعتراض در میان شیعیان جهان به وجود می‌آید. سیدابوالحسن اصفهانی که در نجف مقیم بود واکنش شدید به حادثه نشان داد. اهالی نجف و کربلا اعتراض‌شان را با حادثه اعلام داشتند. در ایران عزای عمومی اعلام و در اکثر شهرها مجالس ختم برگزار گردید. دو خواهر وی در مدّت کوتاهی در اثر اندوه حادثه جان خود را از دست دادند.

در پی این حادثه، دولت ایران رابطه سیاسی خود با دولت عربستان قطع کرد و به مدت چهار سال از اعزام حجاج به مکه خودداری نمود.
ماجرای ابوطالب اردکانی نه تنها در تیرگی رابطه عربستان و ایران بلکه در تداوم و افزایش کدورت در روابط شیعه و سنی بسیار تأثیرگذار بود.
تجلی سبزواری در آن دوران در مثنوی بلندی به نام «طالب نامه» خطاب به سعودی‌ها چنین سرود:
| ای رییس دولت نجد و حجاز        |  | ای ندانسته حقیقت از مجاز     |
| شرط مهمان داری و رسم صفا       |  | قاعده ی احسان و آیین وفا     |
| در عرب گردن زدن یا کشتن است    |  | در میان خاک و خون آغشتن است؟ |
| بر شما طالب مگر مهمان نبود؟    |  | زایر آن کعبه ایمان نبود؟     |
| شیعه بود، اما به دین کافر نبود |  | منکر قرآن و پیغمبر نبود      |
| «تدخلن المسجد ان شاء آمنین»    |  | نیست این آیت ز قرآن مبین؟    |